# Феркуняк Дмитро
Дмитро Феркуняк (22 листопада 1889, м. Косів, тепер Івано-Франківська область — 27 липня 1948, м. Міттенвальд, Німеччина) — старшина польової жандармерії армії Австро-Угорщини, сотник Української галицької армії, сотник дивізії СС «Галичина».

## Життєпис
Народився 22 листопада 1889 року (за іншими даними 2 серпня 1892) у місті Косові. 
Служив у складі армії Австро-Угорщини з 10 жовтня 1909 року. Брав участь у Першій світовій війні старшиною польової жандармерії. 
Згодом служив в Українській галицькій армії. 
З 1923 по 1942 рік проживав у Німеччині. У 1927 році очолив Берлінську філію організації «Воля», яка була робітничою і соціалістично-радянофільською за ідеологією. Однак, у 1929 році був усунутий з керівництва. 13 вересня 1933 року у газеті Діло був розміщений його відкритий лист із заголовком «Недавній комуніст – кається», в якому Феркуняк публічно пояснив свій розрив із комуністичним рухом через масові репресії : 
| Зриваю ідеольоґічні зв’язки (яких, до речі, я давно вже перестав бути приклонником) з комуністичним рухом (партією) і свою співпрацю з ним осуджую як злочин супроти національно-визвольної боротьби моєї української нації. Для українця, в якого серці жевріє ще хоть маленька іскорка любови до своєї поневоленої нації, не може бути місця в комуністичному русі.[1] |
В 1943 році зголосився до служби в дивізії СС «Галичина». Займався набором до дивізії на Гуцульщині. Згодом служив у відділі контрозвідки. 
Брав участь у битві під Бродами та у боях в Словаччині, Словенії та Австрії. 
Перебува у американському полоні, переведений від більшості вояків дивізії до табору Дахау, де перебував між німцями та естонцями. 14 липня 1946 року звільнений з полону, однак продовжив перебувавати у таборі. 18 грудня 1946 року переведений до фільтраційного табору для колишніх нацистів Гаммельбурґ, оскільки через тривале проживання у Німеччині його трактували як німця. 24 липня 1947 року звільнений, проживав в українському таборі для переміщених осіб в Міттенвальді.
Помер 27 липня 1948 року.

## Нагороди
- Залізний хрест 2-го класу (1.09.1944)
- Хрест Воєнних заслуг 2-го класу з мечами (26.09.1944)

## Праці
- Дмитро Феркуняк. Спомини з життя в Дивізії «Галичина» і в полоні 1943-1947
- Дмитро Феркуняк. «Уривки зі щоденника» у збірці спогадів «Броди».[2]